# 射爆理論

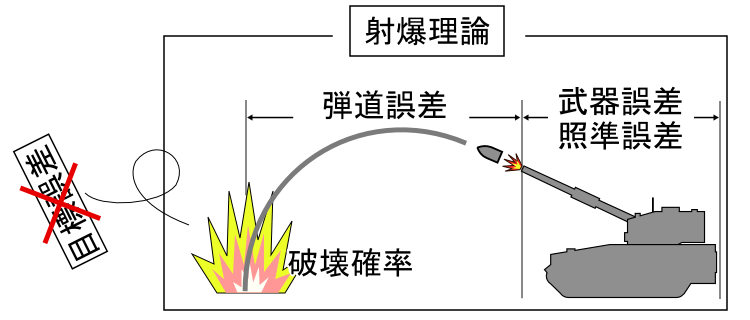
射爆理論の対象範囲
射爆理論では、武器誤差、照準誤差、弾道誤差、破壊確率という確率変数を元に分析・研究を行う。

射爆理論（しゃばくりろん、射撃・爆撃理論、英: Firing & Bombing Theory）とは、射撃と爆撃の目標撃破の確率論的特性の解析と、射爆の効率の最適条件を分析する理論である。射法ともいう。

## 概要
銃砲を使用した戦闘における銃砲弾の弾着とそれによる目標の破壊は、ランダムな要素を持つ確率的な現象であると同時に、射手を含めた発射システムが備える多種多様な特性に起因した結果である。
射爆理論はこの確率と固有特性に着目した研究分野であり、火力投射・投下型の兵器での射撃と爆撃に関しては、「目標撃破の確率特性の分析」と「目標撃破の効率化と最適化の理論研究」の2つの分野に大別できる。
目標撃破の確率論的特性の分析とは、軍事のオペレーションズ・リサーチ（OR）問題であり、射撃と爆撃におけるシステム全体を確率的変動要因に分解してそれぞれの確率分布を分析することである。
目標撃破の効率化と最適化の理論研究は、一般的な資源配分問題であり、射法や修正方法、射弾配分、兵力配分の最適化を求めて研究されている。
射爆理論では敵からの攻撃による被害を要素に含めず、一方的な攻撃状態のみを仮定している。双方の攻撃と被害に関しては別に「交戦理論」という研究分野で扱われる。

## 用語と定義
射爆理論では、分析と効果の最適化を図る過程で使用する用語を厳密に定義することで、曖昧さの排除に努めている。
撃破と命中
射爆理論では目標の撃破には条件が設定される。例えば艦船の撃破であれば、沈没、航行不能、主要兵器使用不能といった状態から、単に通信アンテナに修理不能な程度の損傷を与える程度まで、いくつかの段階があり、近代艦船ではC3Iの要である通信能力を奪われるだけで以後の戦闘参加が不可能になる場合があり、修理される相応の期間だけ当該艦船の戦力を封殺できることは概念として撃破ととらえることが可能である。
射弾の命中は目標中心から規定範囲内に弾着することを意味しており、目標の破壊とは無関係である。単射による小目標の場合には、目標に弾着することは目標の破壊に直接結びつくと射爆理論でも規定される場合があるが、その場合でも命中とは呼ばれない。
小目標と大目標
1つの弾の効果で撃破される目標を小目標、または点目標と呼び、1発の着弾で完全撃破されるか全く無傷であるかのいずれかであり、部分的な被害・破壊は生じないと定義されている。注意しなければならないのは、小目標であっても命中しても必ずしも撃破されるとは限らないことである。複数の弾の効果で撃破される目標を大目標、または面目標と呼び、複数発の命中弾の累積効果で目標は撃破される。基本的には複数発での命中が前提であるが、目標の致命的な部位への1発の命中によって撃破されるモデルも存在し、この場合の目標は構造型大目標と呼ばれる。
面状に散らばった多数の小目標の集団を1つの大目標として扱う場合があり、この目標は集合的大目標と呼ばれる。
逐次射撃と同時射撃
複数回行われる射撃において、前回射撃時の結果を観測して弾着点や目標撃破の有無を次からの射撃に反映させることを逐次射撃と呼ぶ。
前回の射撃を変更せずに次の射撃を行うことを同時射撃と呼ぶ。これら2つは時間的な差異ではなく、前回の結果を次回の判断に反映させるか否かの違いである。
観測射撃と修正射撃
逐次射撃でも、目標撃破の有無だけを次回の射撃に反映させる場合には観測射撃（Shoot-Look-Shoot）と呼び、弾着点の観測結果によって次の射撃を修正する場合には修正射撃と呼ぶ。
挟叉修正射撃と偏差修正射撃
修正射撃でも、遠近、または左右だけの目標と弾着とのずれの方向が判り修正する射撃は挟叉修正射撃と呼び、目標中心からのずれの方向だけでなく距離（ミス・ディスタンス）まで判り、これに基づいて修正する場合には偏差修正射撃と呼ぶ。
独立射撃、サルボ射撃、パターン射撃
複数回射撃を繰り返す場合の射法でいくつか分かれる。1発の射撃の度に照準をやり直すのを独立射撃（independent firing）、同一の射撃諸元のままで複数発の射撃を行うことをサルボ射撃（salvo firing、斉射）またはリップル射撃（ripple firing、連射）、一定のパターンで散開した弾着点を描くように企図したパターン射撃（pattern firing）、とそれぞれ呼ばれる。
単発撃破確率と撃破速度
射撃と爆撃による成果は撃破の有無によって評価され、これらの兵器の評価値は目標撃破確率で表現される。具体的な評価尺度としては1発の射撃・爆撃によって小目標を撃破する確率を表した単発撃破確率（single shot kill probability; SSKP）が使われる。また、単位時間当たりの平均発射弾数に単発撃破確率を乗じた値を撃破速度と呼ばれる。大目標の撃破では目標撃破確率と期待カバレッジが評価基準となる。
目標撃破確率は、着弾距離、撃破の閾値、目標の特性、弾種が関係する関数であり、つまり目標からのずれである着弾距離分はなれた場所に着弾した規定弾種が、特定の特性を持つ目標に対し、事前に規定された撃破の閾値以上の被害を及ぼし得る確率である。

## 複数の要因
目標撃破の確率論的特性を支配する要因には以下のものがある。
- 目標：目標位置の不確実性、目標の移動
- 発射装置・弾薬等：ハードウェアとしての銃砲弾の発射機構・爆弾投下システム・弾薬・薬剤の精度誤差
  - 銃砲弾の発射機構：加工精度、腔内エロージョン、温度による変形誤差
  - 弾薬・薬剤：温度による発射薬と炸薬の燃焼・爆轟速度の変化、弾体・炸薬・推進薬の品質誤差
- 射撃管制：照準装置・射撃管制装置の精度誤差、操作員の過誤等
- 環境：自然環境による弾道のずれ、発射基台の動揺
  - 自然環境：風向・風速、空気密度
  - 発射基台の動揺：発射基台となる銃架、車両、艦船の動揺と移動による誤差
- 目標撃破関数・期待カバレッジ：
  - 目標撃破関数：目標損傷関数とも呼ばれ小目標・大目標の破壊程度を求めるのに使用される
  - 期待カバレッジ：大目標での破壊程度を求めるのに内部の小目標の撃破割合の期待値（期待カバレッジ）を使用する

また、目標発見から弾着までの各段階による誤差分布の視点で以下の5つの要因に分類できる。単純化のため、砲システムでの説明とするが、航空機による爆弾投下やミサイルでの分類も相応に分類できる。
1. 目標誤差：目標位置の観測誤差などの不確実性、目標の移動による差異
2. 武器誤差：砲ごとのばらつき、零点規正の誤差、砲座の堅確性、砲の位置誤差、など射撃システムの展開段階での誤差
3. 照準誤差：照準から砲口を離れるまでの照準システムと操作員に起因する誤差
4. 弾道誤差：空中を飛翔中の砲外弾道学で説明される誤差
5. 破壊確率：弾着後の加害として目標撃破関数・期待カバレッジによる目標破壊に関する確率分布

1は射爆理論では扱わない。
2から5までが射爆理論で扱う範囲である。

## 小目標の撃破
射爆理論での最も単純化されたモデルとして、1つの小目標に対して1発の弾による撃破の確率を考察する。小目標はその定義から攻撃を受けても撃破されるか無傷かのいずれかであり、次の4つの要素で決まる。
1. 小目標の抗甚性、または脆弱性
2. 銃砲弾・爆弾の弾種や加害能力
3. 目標中心と弾着点との相対位置
4. 目標撃破の基準

1から3は目標への損傷程度を規定し、損傷程度が4の目標撃破の基準を上回れば撃破となる。

### 1次元目標の損傷関数
弾着は平面や立体で捉えるべきであるが、目標に対する弾着のずれとその損傷程度を損傷関数D を用いて表現する端緒として、まず1次元で考察してみる。
x を目標中心からの弾着距離とすると、損傷関数（damage function）D (x ) は、平均値が 0 である：
{\displaystyle \int _{-\infty }^{\infty }xD(x)dx=0}
上の式は、目標中心からの弾着距離が 0 の時、損傷関数が示す図形の重心で脆弱性が最大となる事を示す。つまり、厳密な目標点とは単に目標構造物の広がりの中心ではなく、損傷関数の重心でありその点に弾着が求められる。
距離 x が 0 に近づくに従って xD(x) は 1 に近づく。|x| の増大に従ってxD(x) は 0 に近づく。
x 軸と D(x) の描く曲線との間の面積は、当該目標に対するその砲弾の致命域 (leathal area) L と呼ばれ、次式で表される。
{\displaystyle L=\int _{-\infty }^{\infty }D(x)dx}
致命域L はその砲弾の目標に対する有効範囲の大きさを示す。ただし、距離 x が致命域 L/2 内にあっても撃破に至らないことがあり、逆に距離 x が L/2 以遠で撃破することもある。これは損傷関数 D(x) がどれだけ中心に近い位置にまとまっているかばらついているか、D(x) が描く曲線のシャープさによって変わってくる。この曲線 D(x) のばらつきは、確率論での分布の分散を使って以下の S2 で表される。
{\displaystyle S^{2}={\frac {1}{L}}\int _{-\infty }^{\infty }x^{2}D(x)dx}
この S2 は、損傷関数 D(x) が描く曲線が中心近くでシャープな時に小さく、損傷関数 D(x) がばらついて平坦な曲線を描く時に大きくなる。
兵器によって異なる損傷関数D (x ) の曲線データが試射や演習によって得られれば最良であるが、実際に得られるデータは、致命域L とばらつきS2 の概略値だけであり、厳密な損傷関数の曲線は容易には得られない。そこで、射爆理論では以下の3つの近似関数のいずれかを用いてその代替としている。

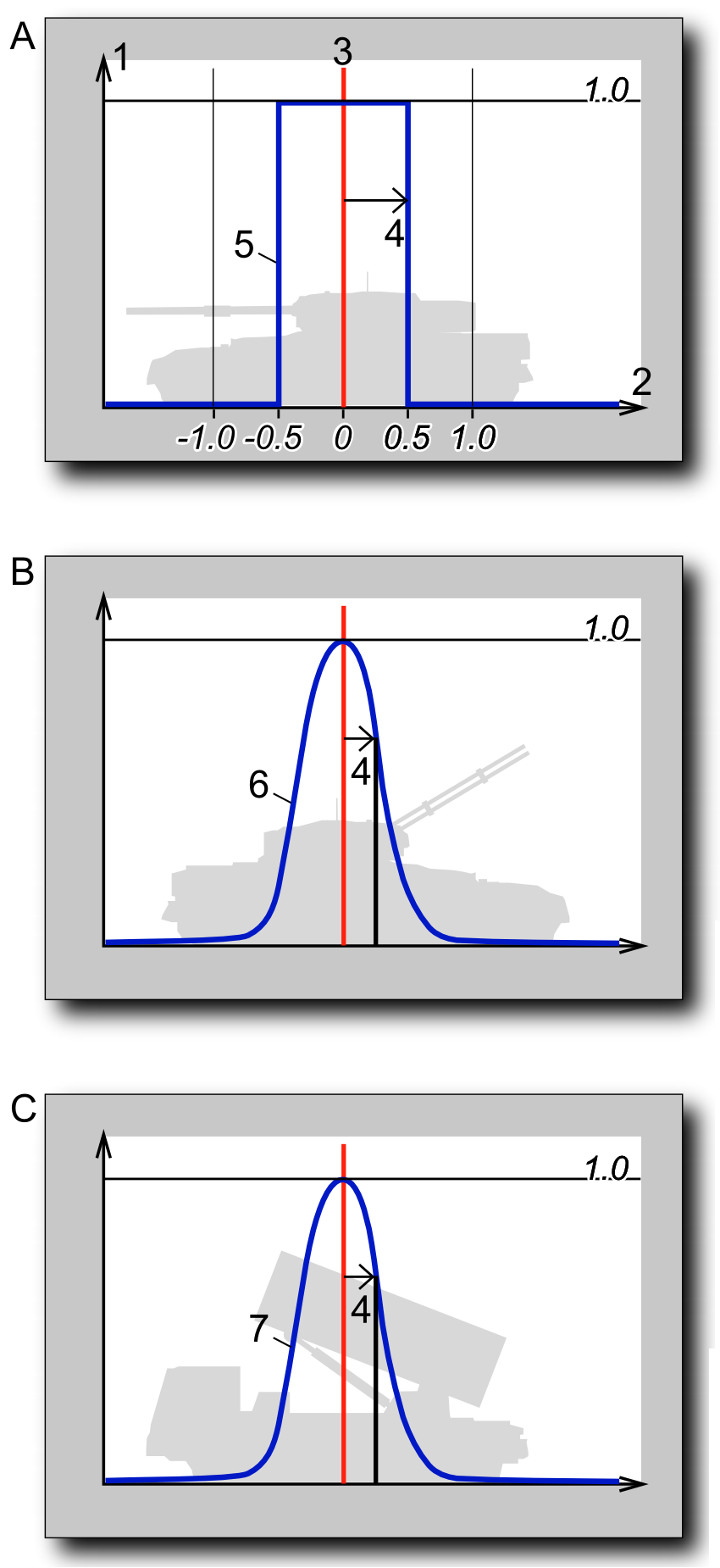
A.クッキー・カッター型損傷関数
B.カールトン型損傷関数
C.正規分布型損傷関数
1.（縦軸）損傷程度 2.（横軸）弾着距離 3.目標中心 4.弾着 5.矩形波形 6.自然対数波形 7.正規分布波形

クッキー・カッター型損傷関数
これは最も単純な損傷関数のモデルであり、距離x の絶対値が致命域L の半分以下の時に 1、つまり必ず撃破され、半分未満の時は 0、つまり絶対に撃破されないものとするものである。
{\displaystyle D(x)={\begin{cases}1,&|x|\leqq L/2\\0,&|x|>L/2\end{cases}}}
この時ばらつきは S2 = L2 /12 となる。
この関数は鋭角的であり、あたかもクッキーを生地から形でスッパリ打ち抜くように見えるために、この名前が付けられた。
カールトン型損傷関数
距離x = 0 で最大値D (x ) = 1 となる、釣鐘型の損傷関数である。
{\displaystyle D(x)=\exp \left(-{\frac {x^{2}}{2a^{2}}}\right)}　ただし　{\displaystyle a={\frac {L}{\sqrt {2\pi }}}}
この破損関数を使用した目標は拡散型目標と呼ばれる。
正規分布型損傷関数
致命域L の他に損傷関数のばらつきS2 も推定できる場合には、正規分布を用いた損傷関数が採用される。
{\displaystyle D(x)={\frac {L}{{\sqrt {2\pi }}S}}\exp(-{\frac {x^{2}}{2s^{2}}})}
正規分布型損傷関数ではより精密な近似が行える。

### 2次元目標の損傷関数
2次元の小目標に対し、目標中心からの弾着距離をx1 , x2 とする。このときも1次元と同様に損傷関数D (x1 , x2 ) によって表現でき、平均値はx1 = x2 = 0 を満たす：
{\displaystyle \int _{-\infty }^{\infty }\int _{-\infty }^{\infty }x_{1}D(x_{1},x_{2})dx_{1}dx_{2}=\int _{-\infty }^{\infty }\int _{-\infty }^{\infty }x_{2}D(x_{1},x_{2})dx_{1}dx_{2}=0}
また、次式のL を致命域という：
{\displaystyle L=\iint _{-\infty }^{\infty }D(x_{1},x_{2})dx_{1}dx_{2}}
クッキー・カッター型損傷関数
クッキー・カッター型損傷関数の円形目標の近似は、以下のように表される。
{\displaystyle D(x_{1},x_{2})={\begin{cases}1,&x_{1}^{2}+x_{2}^{2}\leqq a^{2}\\0,&x_{1}^{2}+x_{2}^{2}>a^{2}\end{cases}}}
ただし{\displaystyle a={\sqrt {L/\pi }}}
カールトン型損傷関数
{\displaystyle D(x_{1},x_{2})=\exp \left(-{\frac {x_{1}^{2}+x_{2}^{2}}{2a^{2}}}\right)}　ただし　{\displaystyle a={\frac {L}{\sqrt {2\pi }}}}
正規分布型損傷関数
円形正規分布型 {\displaystyle S_{1}=S_{2}\equiv S} の損傷関数は、以下のように表される。
{\displaystyle D(x_{1},x_{2})={\frac {L}{{\sqrt {2\pi }}S^{2}}}\exp \left(-{\frac {x_{1}^{2}+x_{2}^{2}}{2S^{2}}}\right)}

## 大目標の撃破
複数発の射弾の累積的な効果によって撃破出来る大目標、又は面目標と呼ばれる目標の撃破確率を考察する。目標の致命部位の前提の違いによって、構造的大目標と集合的大目標に分かれる。

### 構造的大目標の撃破確率

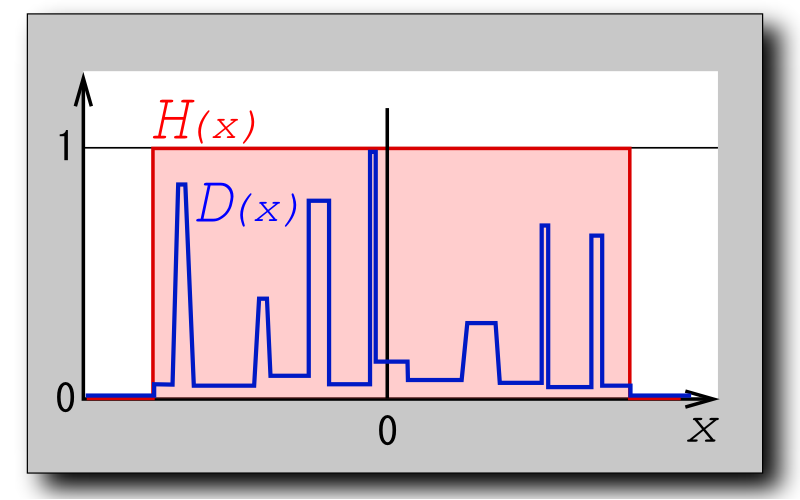

構造的大目標の命中は一定距離以内の射弾と定義され、目標中心から距離R 以内の弾着での命中の特性は、次の式で表される。
{\displaystyle H(x)={\begin{cases}1,{\mbox{(hit)}}&|x|\leqq R\\0,{\mbox{(miss)}}&|x|>R\end{cases}}}
命中弾がj 発の場合の条件付きの目標撃破確率Dj を定義すれば、次のようになる。
1. 構造的大目標の抗甚性、または脆弱性
2. 銃砲弾・爆弾の弾種や加害能力
3. 目標中心と弾着点との相対位置
4. 目標撃破の基準
5. 命中弾数 (j )

1から3は目標への損傷程度を規定し、損傷程度が4の目標撃破の基準を上回れば撃破となる。
n 発中j 発の命中弾がある確率をPj とすれば、目標撃破確率P は、次の式で表される。
{\displaystyle P=\sum _{j=1}^{n}P_{j}D_{j}}
ただし、条件付きの目標撃破確率Dj は容易には得られないため、経験的な推定を含めた近似によって最終的な目標撃破確率P は求められる。
最も簡単なDj の近似としては、0 と 1 の階段関数でj がk を越えるとDj = 1 となるものである。
{\displaystyle D_{j}={\begin{cases}0,&j\leqq k-1\\1,&j\geq k\end{cases}}}
この階段関数はあまり良い近似とは言えず、より精度の高い近似として損傷関数の考えを用い、目標に致命的部位が存在するものとして目標の撃破に至るまでの過程をより実体に近づけるものである。この致命的部位への命中確率、つまり条件付き撃破確率をD として命中弾をj 発得る目標撃破確率Dj は、次の式で表される。
{\displaystyle D_{j}=1-(1-D)^{j}}
これまで扱った損傷関数は単峰関数であったが、大目標の致命的部位の分布は複数存在すると仮定して目標撃破確率Dj の1次元分布損傷関数D (x ) はいくつかの山を形成する。また、目標への命中関数H の1次元分布H (x ) は損傷関数D (x ) を内包する 0 と 1 の階段関数となる。
目標への命中関数の分布H (x ) が一様であると仮定すると、1発の命中弾によって致命的な被害を与える確率D は、次の式で表される。
{\displaystyle D={\frac {\int _{-\infty }^{\infty }D(x)dx}{\int _{-\infty }^{\infty }H(x)dx}}}
条件付き撃破確率D が一定で独立であるとすれば、最終的な目標撃破確率P は、次の式で表される。
{\displaystyle P=\sum _{j=1}^{n}P_{j}D_{j}=1-(1-pD)^{n}}
p ：1発の射弾の命中確率

### 集合的大目標の撃破確率
集合的大目標での破壊の程度は、大目標内部のすべての小目標の撃破比率をまとめた期待値を使用し、これは期待カバレッジ（expected coverage）と呼ばれる。
小目標が大目標内部で一様に分布していると仮定すれば、小目標における損傷関数D (x ) と致命域L の破壊効果の考え方を大目標全体へ拡張すれば良いことになる。弾着点が一様に分布すると仮定し、大目標の面積をA 、命中弾をj 発とすると、j 発の命中弾による面積A 内の延べ破壊面積は単純なL ×j ではなく、重なり合いを考慮する必要があり、命中弾をj 発による面積A 内の破壊面積比Fj とすれば、これは確率変数となり、この期待値、つまり期待カバレッジE (Fj ) は次の式で表される。
{\displaystyle E(F_{j})=1-\left(1-{\frac {L}{A}}\right)^{j}\fallingdotseq 1-\exp \left(-{\frac {jL}{A}}\right)}
上式は弾着点が一様に分布すると仮定しているが、通常は大目標の中心近くは弾着が密で周辺では粗となり、大目標の面積A 辺縁部での破壊効果のはみ出しも考慮されてはいない。これらを厳密に計算に含めることはさらに工夫を要する。
さらに上式では小目標が大目標内部で一様に分布していると仮定して、破壊面積比Fj によって期待カバレッジを求めたが、小目標の分布が大目標内部で一様でない集団的大目標では、小目標の分布を考慮して撃破数を求め、全小目標に占める撃破小目標数の比率で期待カバレッジを求めることで精度は向上する。

## 弾着点の分布
射撃と爆撃における弾着は、最初の目標観測時に起因する誤差を除けば、武器誤差、照準誤差、弾道誤差の3つの要素によってランダムに分布し、条件が同じであっても決して1点に集弾出来ない。これは、3つの要素が概ね正規分布に従った確率的揺らぎを伴う誤差を内包している為で、この中に含まれるある種の誤差は正規分布に従わないものもあるが、確率変数が多数になるためこれらの和である弾着のずれは漸近的に正規分布に従う性質（中心極限定理）がある。
射爆理論では、武器誤差、照準誤差、弾道誤差はいずれも正規分布に従うと仮定される。

### 1次元の弾着分布

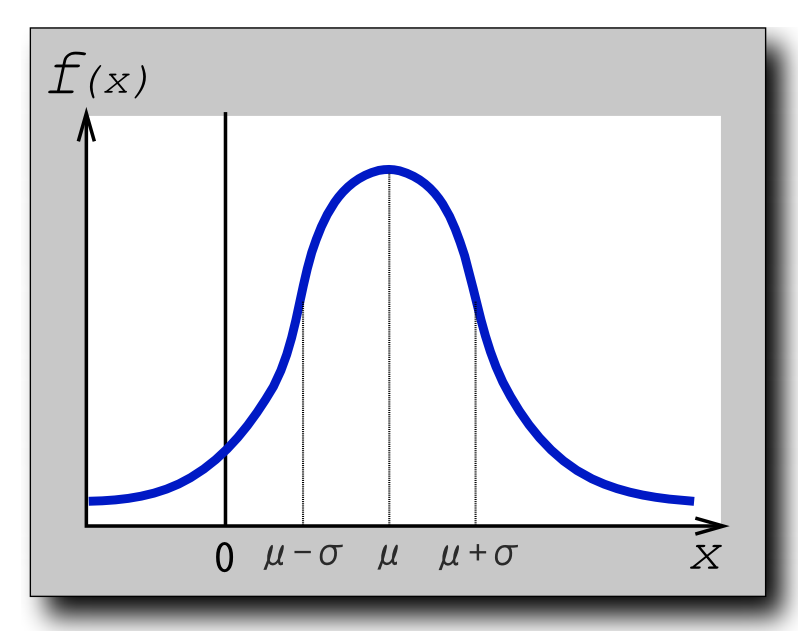

1次元の弾着分布は、以下の正規分布で表される。
{\displaystyle f(x)={\frac {1}{{\sqrt {2\pi }}\sigma }}\exp \!\left(-{\frac {(x-\mu )^{2}}{2\sigma ^{2}}}\right)}
この分布f (x ) はx = μで最大値{\displaystyle 1/{\sqrt {2\pi }}\sigma }となり、x = μ±σで変曲点を持つ。また、平均μと分散σ2 を持つ正規分布はN (μ, σ2 ) と表され、特にμ = 0 , σ2 = 1 の正規分布は標準正規分布N (0, 12 ) と呼ばれる。
目標誤差を 0 として、単一砲からの射撃を想定して、武器誤差も簡単のために照準誤差に含めて考え、照準誤差XA の分布はμA 、分散σA2 の正規分布N (μA , σA2 ) 、弾道誤差XB の分布は平均μB 、分散σB2 の正規分布N (μB , σB2 ) になると仮定する。
この場合、照準を行う時に本来の正しい照準からはランダムなずれが生まれ、この量は正規分布に従った大きさXA ～ N (μA , σA2 ) となる。また、発射された弾も空中でランダムなずれが生まれ、その大きさはXB ～N (μB , σB2 ) となる。この照準誤差と弾道誤差の合計値X = XA + XB が目標に対する弾着点のずれとなる。照準誤差と弾道誤差の2つの誤差は互いに独立したものなので、弾着点のずれの分布はN (μA +μB , σA2 +σB2 ) となる。
1発の射撃では照準誤差と弾道誤差を分離する必要はないので、弾着点のずれの分布はN (μ, σ2 ) で表される。
確率変数X がある値x 以下になる確率Pr(X ≤x ) は、累積分布関数F (x ) と呼ばれ、確率密度関数f (x ) の[-∞, x ] 間の積分で求められる。
{\displaystyle F(x)=\int _{-\infty }^{x}f(x')dx'}
標準正規分布N (0, 12) の累積分布関数はΦ(x ) と表記される。

### 散布界と公算誤差
射爆の実務では弾着点のばらつきを分散σ2 で表さずに、散布界や公算誤差で表すことがある。
散布界
n 発の弾着があるときに、その最も遠い弾着点と最も近い弾着点の離隔距離を散布界と呼ぶ。統計学では、n 個のデータの範囲（range）をR 、1つの確率変数に従う累積分布関数をF (x ) とするとき、以下の式で表される。
R の累積分布関数：
{\displaystyle P(R\leq r)=n\int _{-\infty }^{\infty }\{F(x+r)-F(x)\}^{n-1}f(x)dx}
R の確率密度関数：
{\displaystyle p(r)=n(n-1)\int _{-\infty }^{\infty }\{F(x+r)-F(x)\}^{n-2}f(x)f(x+r)dx}
R の期待値（= 平均値）：
{\displaystyle E(R)=\int _{-\infty }^{\infty }\{1-(1-F(x))^{n}-(F(x))^{n}\}dx}
公算誤差
公算誤差は発射された弾の半数が入る、弾着中心からの距離で表される。このため、半数必中界とも呼ばれる。公算誤差r は射弾の半数が±r の範囲に入る距離を表し、1次元の射爆では以下の式で表される。
{\displaystyle \int _{-\mu +r}^{\mu +r}{\frac {1}{{\sqrt {2\pi }}\sigma }}\exp \left(-{\frac {(x-\mu )^{2}}{2\sigma ^{2}}}\right)dx={\frac {1}{2}}}
r を正規分布の分散σで表せば、1次元の射爆では以下のようになる。
{\displaystyle r_{1}\fallingdotseq 0.6745\sigma }
2次元と3次元の射爆ではそれぞれの公算誤差r2 とr3 は次のようになる。
{\displaystyle {\begin{aligned}r_{2}&={\sqrt {2\log 2}}\sigma \fallingdotseq 1.1774\sigma \\r_{3}&\fallingdotseq 1.5382\sigma \end{aligned}}}
1次元から3次元の公算誤差はそれぞれPE（probable error）、CEP（circular error probable）、SEP（spherical error probable）と呼ばれる。従来は正規分布の計算は荒い近似だけでも手間であったが、計算機の進歩により容易に高精度な計算が可能になっている。

### 2次元の弾着分布
2次元の弾着分布も1次元での分布と同様に、照準誤差と弾道誤差の2つの誤差の合算で求められる。この場合、武器誤差も簡略化のために照準誤差に含めて考える。これらから2次元の弾着分布も正規分布で近似できる。射線方向をx1 とし、射線に対し左右方向をx2 とすると、弾着点は(x1 , x2 ) と表せる。x1 とx2 の誤差が互いに独立の時は、2次元の弾着分布の確率密度関数は以下の式で表される。
{\displaystyle f(x1,x2)={\frac {1}{2\pi \sigma _{1}\sigma _{2}}}\exp \!\left(-{\frac {(x_{1}-\mu _{1})^{2}}{2\sigma _{1}^{2}}}-{\frac {(x_{2}-\mu _{2})^{2}}{2\sigma _{2}^{2}}}\right)}
μ1 , μ2 ：弾着中心
σ12 , σ22 ：分散
弾着分布は射線方向x1 と左右方向x2 のばらつき度合いに応じて楕円形の等高線を描く：
{\displaystyle {\frac {(x_{1}-\mu _{1})^{2}}{a_{1}^{2}}}+{\frac {(x_{2}-\mu _{2})^{2}}{a_{2}^{2}}}=1}
{\displaystyle a_{1}={\sqrt {2\sigma _{1}^{2}\log(2\pi \sigma _{1}\sigma _{2}f_{0})}},\quad a_{2}={\sqrt {2\sigma _{2}^{2}\log(2\pi \sigma _{1}\sigma _{2}f_{0})}}}
f0 ：弾着分布の等高線関数
x1 とx2 の両軸のばらつきが等しい場合、つまり{\displaystyle \sigma _{1}^{2}=\sigma _{2}^{2}\equiv \sigma ^{2}}の時は円形正規分布となり、弾着分布の確率密度関数は以下の式で表される。
{\displaystyle f(x1,x2)={\frac {1}{2\pi \sigma ^{2}}}\exp \!\left(-{\frac {(x_{1}-\mu _{1})^{2}+(x_{2}-\mu _{2})^{2}}{2\sigma ^{2}}}\right)}
射線方向x1 と左右方向x2 のばらつきがそれほど大きく違わない場合には、上記の円形正規分布を用いて近似計算を簡略にできる。

## ミス・ディスタンス
射弾が目標中心から外れた距離はミス・ディスタンス（miss distance, radial error）と呼ばれる。本節では、射撃時の零点規正や試射によって平均弾着点が目標中心に一致している場合を考えるものとし、射弾の平均弾着点、つまり目標中心からのずれた距離R をミス・ディスタンスと呼び、考慮する射撃空間の次元数によってn 次元ではRn とする。このミス・ディスタンスRn は、小目標での損傷関数や大目標での命中判定での引数となる。弾着分布に方向性がなく（円形分布）、目標中心を原点とする正規分布に従う時はミス・ディスタンスRn の確率密度関数fn (r ) 、つまり弾着が目標中心からr の距離に落ちる確率密度は、以下の式で表される。
1次元：
{\displaystyle f_{1}(r)={\sqrt {\frac {2}{\pi }}}{\frac {1}{\sigma }}\exp \left(-{\frac {r^{2}}{2\sigma ^{2}}}\right)}
2次元：
{\displaystyle f_{2}(r)={\frac {r}{\sigma ^{2}}}\exp \left(-{\frac {r^{2}}{2\sigma ^{2}}}\right)}
3次元：
{\displaystyle f_{3}(r)={\sqrt {\frac {2}{\pi }}}{\frac {r^{2}}{\sigma ^{3}}}\exp \left(-{\frac {r^{2}}{2\sigma ^{2}}}\right)}
2次元の確率密度関数f2 (r ) は特にレーリー分布と呼ばれる。上の3つの式から弾着のずれる平均値E (Rn ) は以下の式で表される。
1次元：
{\displaystyle E(R_{1})={\sqrt {\frac {2}{\pi }}}\sigma \approx 0.7979\sigma }
2次元：
{\displaystyle E(R_{2})={\sqrt {\frac {\pi }{2}}}\sigma \approx 1.2533\sigma }
3次元：
{\displaystyle E(R_{3})={\sqrt {\frac {8}{\pi }}}\sigma \approx 1.5958\sigma }

## 単発撃破確率
単発撃破確率（SSKP; single shot kill probability）は損傷関数と弾着分布から導かれる1発の射爆による目標撃破確率であり、特定目標に対する当該兵器の有効性を数値的に示すものである。

### 1次元目標の単発撃破確率
1次元目標の単発撃破確率P は、1次元目標の損傷関数D (x ) と1次元の弾着分布f (x ) の積で得られる。
{\displaystyle P=\int _{-\infty }^{\infty }f(x)D(x)dx}
損傷関数D (x ) の近似は複数あるので以下にそれぞれの場合での1次元目標に対する単発撃破確率P を示す。
クッキー・カッター型損傷関数による単発撃破確率
{\displaystyle P={\frac {1}{{\sqrt {2\pi }}\sigma }}\int _{-L/2}^{L/2}\exp \left(-{\frac {(x-\mu )^{2}}{2\sigma ^{2}}}\right)dx={\boldsymbol {\phi }}\left({\frac {\mu +L/2}{\sigma }}\right)-{\boldsymbol {\phi }}\left({\frac {\mu -L/2}{\sigma }}\right)}
μ：着弾中心
σ2 ：着弾点の分散
{\displaystyle {\boldsymbol {\phi }}(x)}：標準正規分布の累積分布関数
上記の式をWilliamsの近似式に当てはめれば、以下の式となる。
{\displaystyle P\fallingdotseq {\frac {1}{2}}\left[{\sqrt {-\exp \left(-{\frac {2(\mu +L/2)^{2}}{\pi \sigma ^{2}}}\right)}}-{\sqrt {-\exp \left(-{\frac {2(\mu -L/2)^{2}}{\pi \sigma ^{2}}}\right)}}\right]}
カールトン型損傷関数による単発撃破確率
{\displaystyle P={\frac {a}{\sqrt {a^{2}+\sigma ^{2}}}}\exp \left(-{\frac {\mu ^{2}}{2(a^{2}+\sigma ^{2})}}\right)}
{\displaystyle a={\frac {L}{\sqrt {2\pi }}}}
L ：致命域
特に着弾中心μ= 0 の場合には上式の右半分が省かれ以下の式になる。
{\displaystyle P={\frac {a}{\sqrt {a^{2}+\sigma ^{2}}}}}
正規分布型損傷関数による単発撃破確率
{\displaystyle P={\frac {L}{\sqrt {2\pi (S^{2}+\sigma ^{2})}}}\exp \left(-{\frac {\mu ^{2}}{2(S^{2}+\sigma ^{2})}}\right)}
S2 ：損傷関数のばらつき
特に着弾中心μ= 0 の場合には上式の右半分が省かれ以下の式になる。
{\displaystyle P={\frac {L}{\sqrt {2\pi (S^{2}+\sigma ^{2})}}}}

### 2次元目標の単発撃破確率

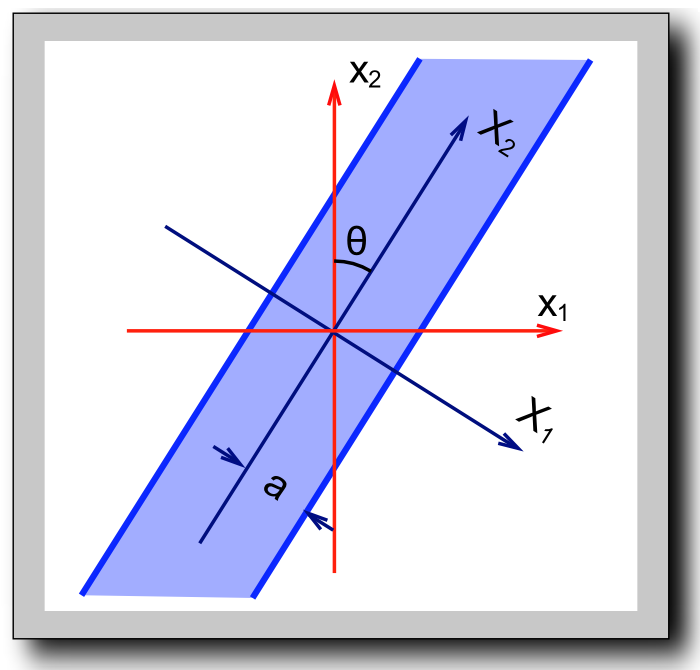

2次元目標の単発撃破確率P は、基本的には1次元で1重積分であった計算が2重積分に変わるだけである。
{\displaystyle P=\iint _{-\infty }^{\infty }f(x_{1},x_{1})D(x_{1},x_{2})dx_{1}dx_{2}}
f (x ) ：弾着分布関数
D (x ) ：損傷関数
ただし、目標が2次元であるため、2次元目標の損傷関数は形状が複雑となり、矩形やだ円形のそれぞれの向きが射線方向に正対する場合と斜めになる場合で計算が分かれる。損傷関数の近似は複数あるので以下にそれぞれの場合での2次元目標に対する単発撃破確率P を示す。

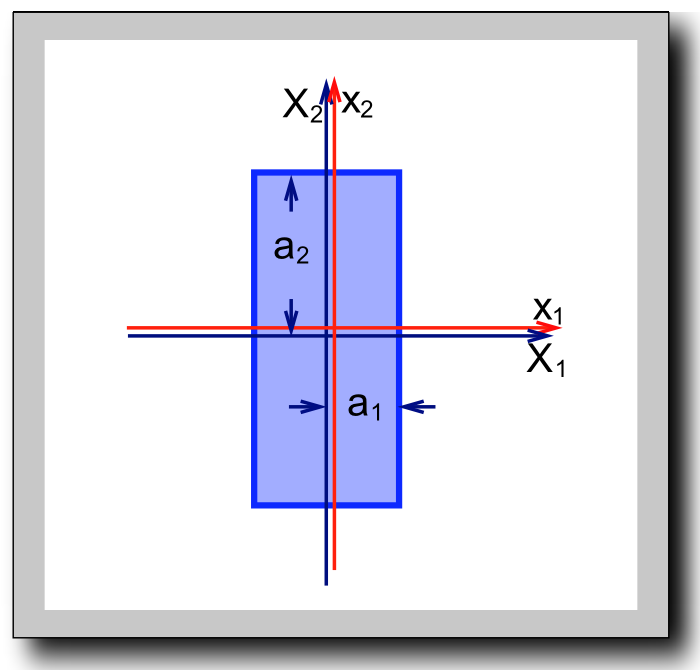

クッキー・カッター型損傷関数による単発撃破確率
矩形目標の2辺x1 とx2 が射線方向とそれに直交する方向に平行な場合の損傷関数D (x1 , x2 ) は以下の式で与えられる。
{\displaystyle D(x_{1},x_{2})={\begin{cases}1&|x_{1}|\leqq a_{1},\quad |x_{2}|\leqq a_{2},\\0&otherwise\end{cases}}}
{\displaystyle L=4a_{1}a_{2}}：致命域
単発撃破確率P は、以下の式になる。
{\displaystyle P={\Bigg [}{\boldsymbol {\phi }}({\frac {\mu _{1}+a_{1}}{\sigma _{1}}})-{\boldsymbol {\phi }}({\frac {\mu _{1}-a_{1}}{\sigma _{1}}}){\Bigg ]}\times {\Bigg [}{\boldsymbol {\phi }}({\frac {\mu _{2}+a_{2}}{\sigma _{2}}})-{\boldsymbol {\phi }}({\frac {\mu _{2}-a_{2}}{\sigma _{2}}}){\Bigg ]}}
長い矩形目標の2辺X1 とX2 が、射線方向x1 とそれに直交する方向x2 に対してθだけ傾いている場合は若干複雑になる。弾着中心と目標の損傷関数中心が一致する場合の、射爆の2軸と目標の2軸の関係は以下の式で与えられる。
{\displaystyle x_{1}=X_{1}\cos \theta +X_{2}\sin \theta ,\quad x_{2}=X_{1}\sin \theta +X_{2}\cos \theta }
目標の中心線X2 から左右にa だけ幅を持った帯状の内側への弾着で目標が撃破される時、このように傾いた帯状の単発撃破確率P は、以下の式になる。
{\displaystyle P=\int _{-a}^{a}\int _{-\infty }^{\infty }f(X_{1},X_{2})dX_{1}dX_{2}=2{\boldsymbol {\phi }}\left({\frac {a}{\sqrt {\sigma _{1}^{2}\cos ^{2}\theta +\sigma _{2}^{2}\sin ^{2}\theta }}}\right)-1}
円形目標の場合には、さらに複雑となる。弾着の分布が円形正規分布となるか楕円正規分布となるかという違いや、目標中心と弾着中心とのずれの有無によって計算は4通りに分かれる。いずれの場合でも以下の損傷関数に従うものとする。
{\displaystyle D(x_{1},x_{2})={\begin{cases}1&|x_{1}|^{2}+|x_{2}|^{2}\leqq a^{2},\\0&|x_{1}|^{2}+|x_{2}|^{2}>a^{2}\end{cases}}}
{\displaystyle L=\pi a^{2}}：致命域
弾着点の確率密度関数は次の式で表される。
{\displaystyle f(x_{1},x_{2})={\frac {1}{2\pi \sigma _{1}\sigma _{2}}}\exp \left(-{\frac {(x_{1}-\mu _{1})^{2}}{2\sigma _{1}^{2}}}-{\frac {(x_{2}-\mu _{2})^{2}}{2\sigma _{2}^{2}}}\right)}
μ1 , μ2 ：目標中心と弾着中心のずれ
σ12 , σ22 ：分散
弾着の分布が円形正規分布で目標中心と弾着中心とのずれがない場合を考えると、上の式での目標中心と弾着中心のずれ) と分散σ12 , σ22 はすべて 0 となる。これにより、単発撃破確率P は、以下の式になる。
{\displaystyle P={\frac {1}{2\pi \sigma ^{2}}}\int _{0}^{2\pi }\int _{0}^{a}\exp(-{\frac {r^{2}}{2\sigma ^{2}}})rdrd\theta =1-\exp(-{\frac {a^{2}}{2\sigma ^{2}}})}
このP はレーリー分布となる。
弾着の分布が円形正規分布で目標中心と弾着中心とのずれがμだけある場合を考えると、分散についてはσ12 = σ22 = 0 で良いが、目標中心と弾着中心のずれ (μ, 0) とする。弾着の分布が円形分布なのでずれの方向にx1 軸を合わせることで計算式を単純にできる。単発撃破確率P は、以下の式になる。
{\displaystyle {\begin{aligned}P&={\frac {1}{2\pi \sigma ^{2}}}\iint _{A}^{}\exp(-{\frac {(x_{1}-\mu )^{2}+x_{2}^{2}}{2\sigma ^{2}}})dx_{1}dx_{2}\quad \quad A:x_{1}^{2}+x_{2}^{2}\leqq a^{2}\\&={\frac {1}{2\pi \sigma ^{2}}}\int _{0}^{2\pi }\int _{0}^{a}\exp(-{\frac {r^{2}-2\mu \cos \theta +\mu ^{2}}{2\sigma ^{2}}})rdrd\theta \\&={\frac {1}{2\pi \sigma ^{2}}}\exp(-{\frac {\mu ^{2}}{2\sigma ^{2}}})\int _{0}^{a}r\exp(-{\frac {r^{2}}{2\sigma ^{2}}})\{\int _{0}^{2\pi }\exp({\frac {\mu r\cos \theta }{\sigma ^{2}}})d\theta \}dr\\\end{aligned}}}
上の式の最後に出てくる{\displaystyle \theta }の積分には、次の関係を用いる。
{\displaystyle \exp(z\cos \theta )={\mathit {I}}_{0}(z)+2\sum _{n=1}^{\infty }{\mathit {I}}_{n}(z)\cos(n\theta )}
区間 [0, 2π] の間で積分すれば右辺 cos(n θ)= 0 になるので次式が成り立つ。
{\displaystyle \int _{0}^{2\pi }\exp({\frac {\mu r\cos \theta }{\sigma ^{2}}})d\theta =2\pi {\mathit {I}}_{0}({\frac {\mu r}{\sigma ^{2}}})}
これらの式のa とμ、r をσで割って単発撃破確率P (α, β) を表せば、以下の式になる。
{\displaystyle P(\alpha ,\beta )=\exp(-{\frac {\beta ^{2}}{2}})\int _{0}^{a}t\exp(-{\frac {t^{2}}{2}}){\mathit {I}}_{0}(\beta t)dt,\quad \alpha ={\frac {a}{\sigma }},\quad \beta ={\frac {\mu }{\sigma }},\quad t={\frac {r}{\sigma }}.}
上式は円形カバレッジ関数（circular coverage function）と呼ばれ、次の近似式がある。
{\displaystyle P_{a}(\alpha ,\beta )\approx {\frac {\alpha ^{2}}{2S^{2}}}{\bigg [}1-{\frac {\alpha ^{2}}{4{\sqrt {3S^{2}}}}}(1-{\frac {\beta ^{2}}{2S^{2}}}){\bigg ]}\exp(-{\frac {\beta ^{2}}{2S^{2}}}),\quad S^{2}={\frac {1-1/{\sqrt {3}}}{4}}\alpha ^{2}+1.}
弾着の分布が楕円正規分布で目標中心と弾着中心とのずれがない場合を考える。弾着の分布が楕円形の分布なので、x1 とx2 の2軸を必要とし、分散については{\displaystyle \sigma _{1}\leqq \sigma _{2}=\sigma }とする。目標中心と弾着中心 (0, 0) からのずれは (μ1 , μ2) として、ずれのより大きな方向をx1 軸とする。γ = σ2 / σ1 とすれば、単発撃破確率P は、以下の式になる。
{\displaystyle {\begin{aligned}P&={\frac {1}{2\pi \sigma _{1}\sigma _{2}}}\iint _{A}^{}\exp(-{\frac {x_{1}^{2}}{2\sigma _{1}^{2}}}-{\frac {x_{2}^{2}}{2\sigma _{2}^{2}}})dx_{1}dx_{2}\quad \quad A:x_{1}^{2}+x_{2}^{2}\leqq a^{2}\\&={\frac {1}{2\pi \gamma \sigma ^{2}}}\int _{0}^{2\pi }\int _{0}^{a}\exp(-{\frac {r^{2}(\sin ^{2}\theta +\gamma ^{2}\cos ^{2}\theta )}{2\gamma ^{2}\sigma ^{2}}})rdrd\theta \\&={\frac {1}{2\pi \gamma \sigma ^{2}}}\int _{0}^{a}r\exp(-{\frac {r^{2}(1+\gamma ^{2})}{4\gamma ^{2}\sigma ^{2}}}\int _{0}^{2\pi }\exp({\frac {r^{2}(1-\gamma ^{2})\cos(2\theta )}{4\gamma ^{2}\sigma ^{2}}})d\theta dr\\\end{aligned}}}
t = r /σ、η = 2θとすれば、以下のように展開できる。
{\displaystyle {\begin{aligned}P&={\frac {1}{4\pi \gamma }}\int _{0}^{a}t\exp(-{\frac {(1+\gamma ^{2})t^{2}}{4\gamma ^{2}}}\int _{0}^{4\pi }\exp(-{\frac {t^{2}(1-\gamma ^{2})\cos \eta }{4\gamma ^{2}}})d\eta dt\\&={\frac {1}{\gamma }}\int _{0}^{a}t\exp(-{\frac {(1+\gamma ^{2})t^{2}}{4\gamma ^{2}}}{\mathit {I}}_{0}({\frac {(1-\gamma ^{2})t^{2})}{4\gamma ^{2}}})dt\equiv PP(\alpha ,\gamma ),\quad \quad \alpha ={\frac {a}{\sigma }},\gamma ={\frac {\sigma _{2}}{\sigma }},\sigma _{1}=\sigma \\\end{aligned}}}
このPP (α, γ) は楕円カバレッジ関数（elliptic coverage function, generalized circular error function）と呼ばれる。
弾着の分布が楕円正規分布で目標中心と弾着中心とのずれがある場合は、解析式が複雑で容易な近似式は得られていない。
楕円目標の場合には、さらに複雑となる。弾着の分布が円形正規分布となるか楕円正規分布となるかという違いや、目標中心と弾着中心とのずれの有無によって計算は4通りに分かれる。いずれの場合でも以下の損傷関数に従うものとする。
{\displaystyle D(x_{1},x_{2})={\begin{cases}1,&{\frac {x_{1}^{2}}{a_{1}^{2}}}+{\frac {x_{2}^{2}}{a_{2}^{2}}}\leqq 1,\\0,&{\frac {x_{1}^{2}}{a_{1}^{2}}}+{\frac {x_{2}^{2}}{a_{2}^{2}}}>1\end{cases}}}
{\displaystyle L=\pi a_{1}a_{2}}：致命域
以下では便宜上a1 > a2 とする。
弾着の分布が円形正規分布で目標中心と弾着中心とのずれがない場合を考える。
{\displaystyle P={\frac {1}{2\pi \sigma ^{2}}}\iint _{A}^{}\exp(-{\frac {x_{1}^{2}+x_{2}^{2}}{2\sigma ^{2}}})dx_{1}dx_{2},\quad \quad A:{\frac {x_{1}^{2}}{a_{1}^{2}}}+{\frac {x_{2}^{2}}{a_{2}^{2}}}\leqq 1.}
{\displaystyle u=x_{1},v=a_{1}x_{2}/a_{2},\sigma _{u}=\sigma ,\sigma _{v}=\sigma a_{1}/a_{2}}とすれば、以下のように変換できる。
{\displaystyle P={\frac {1}{2\pi \sigma _{1}\sigma _{2}}}\iint _{A}^{}\exp(-{\frac {u^{2}}{2\sigma _{u}^{2}}}-{\frac {v^{2}}{2\sigma _{v}^{2}}})dudv=PP({\frac {a_{1}}{\sigma }},{\frac {a_{1}}{a_{2}}}),\quad \quad A':u^{2}+v^{2}\leqq a_{1}^{2}.}
弾着の分布が楕円正規分布で目標中心と弾着中心とのずれがない場合を考える。
{\displaystyle P={\frac {1}{2\pi \sigma _{1}\sigma _{2}}}\iint _{A}^{}\exp(-{\frac {x_{1}^{2}}{2\sigma _{1}^{2}}}-{\frac {x_{2}^{2}}{2\sigma _{2}^{2}}})dx_{1}dx_{2},\quad \quad A:{\frac {x_{1}^{2}}{a_{1}^{2}}}+{\frac {x_{2}^{2}}{a_{2}^{2}}}\leqq 1.}
{\displaystyle u=x_{1},v=a_{1}x_{2}/a_{2},\sigma _{u}=\sigma _{1},\sigma _{v}=\sigma a_{1}/a_{2}}とすれば、以下のように変換できる。
{\displaystyle P={\frac {1}{2\pi \sigma _{u}\sigma _{v}}}\iint _{A}^{}\exp(-{\frac {u^{2}}{2\sigma _{u}^{2}}}-{\frac {v^{2}}{2\sigma _{v}^{2}}})dudv=PP({\frac {a_{1}}{\sigma _{1}}},{\frac {a_{1}\sigma _{2}}{a_{2}\sigma _{1}}}),\quad \quad A':{\frac {x_{1}^{2}}{a_{1}^{2}}}+{\frac {x_{2}^{2}}{a_{2}^{2}}}\leqq 1.}
カールトン型損傷関数による単発撃破確率
矩形目標の2辺x1 とx2 が射線方向とそれに直交する方向に平行な場合の損傷関数D (x1 , x2 ) と致命域L は以下の式で与えられる。
{\displaystyle D(x_{1},x_{2})=\exp(-{\frac {x_{1}^{2}+x_{2}^{2}}{2\alpha ^{2}}})}
{\displaystyle L=2\pi \alpha ^{2}}
単発撃破確率P は、以下の式になる。
{\displaystyle P={\frac {\alpha ^{2}}{\sqrt {(\alpha ^{2}+\sigma _{1}^{2})(\alpha ^{2}+\sigma _{2}^{2})}}}\exp {{\bigg (}-{\frac {\mu _{1}^{2}}{2(\alpha ^{2}+\sigma _{1}^{2})}}-{\frac {\mu _{2}^{2}}{2(\alpha ^{2}+\sigma _{2}^{2})}}{\bigg )}}}
{\displaystyle \mu _{1},\mu _{2}}：目標中心と弾着中心のずれ
{\displaystyle \sigma _{1}^{2},\sigma _{2}^{2}}：分散
特に弾着中心のずれがなく、つまり{\displaystyle \mu _{1}=\mu _{2}=0}の場合には、単発撃破確率P は、以下の式になる。
{\displaystyle P={\frac {\alpha ^{2}}{\sqrt {(\alpha ^{2}+\sigma _{1}^{2})(\alpha ^{2}+\sigma _{2}^{2})}}}}
クッキー・カッター型損傷関数よりもカールトン型損傷関数による単発撃破確率の近似関数の方が単純で扱いやすいため、適用が勧められる。
目標の中心線X1 から左右にαだけ幅を持った帯状の内側への弾着で目標が撃破される時、このように傾いた帯状の損傷関数D (x1 , x2 ) は、以下の式になる。
{\displaystyle D(x_{1},x_{2})=\exp \left(-{\frac {X_{1}^{2}}{2\alpha ^{2}}}\right)=\exp \left(-{\frac {(x_{1}\cos \theta -x_{2}\sin \theta )^{2}}{2\alpha ^{2}}}\right)}
単発撃破確率P は、以下の式になる。
{\displaystyle P={\frac {\alpha }{\sqrt {(\alpha ^{2}+\sigma _{1}^{2}\cos ^{2}\theta +\sigma _{2}^{2}\sin ^{2}\theta )}}}}
正規分布型損傷関数による単発撃破確率
2次元での楕円型正規分布に従う場合の損傷関数D (x1 , x2 ) と単発撃破確率P は、以下の式で与えられる。
{\displaystyle D(x_{1},x_{2})={\frac {L}{2\pi S_{1}S_{2}}}\exp(-{\frac {x_{1}^{2}}{2S_{1}^{2}}}-{\frac {x_{2}^{2}}{2S_{2}^{2}}}))}
{\displaystyle P={\frac {L}{2\pi {\sqrt {(S_{1}^{2}+\sigma _{1}^{2})(S_{2}^{2}+\sigma _{2}^{2})}}}}\exp {{\bigg (}-{\frac {\mu _{1}^{2}}{2(S_{1}^{2}+\sigma _{1}^{2})}}-{\frac {\mu _{2}^{2}}{2(S_{2}^{2}+\sigma _{2}^{2})}}{\bigg )}}}
{\displaystyle \mu _{1},\mu _{2}}：目標中心と弾着中心のずれ
{\displaystyle \sigma _{1}^{2},\sigma _{2}^{2}}：分散
特に弾着中心のずれがなく、つまり{\displaystyle \mu _{1}=\mu _{2}=0}の場合には、単発撃破確率P は、以下の式になる。
{\displaystyle P={\frac {L}{2\pi {\sqrt {(S_{1}^{2}+\sigma _{1}^{2})(S_{2}^{2}+\sigma _{2}^{2})}}}}}

## 逐次修正射撃
逐次修正射撃は、目標中心と弾着点とのずれが遠近、左右といった有無でしか認識出来ず、ずれの距離は得られない状況で行われる挟叉修正射撃と、遠近左右の情報に加えてずれの距離情報（ミス・ディスタンス）まで得られ、それに基いて修正を行う偏差修正射撃の2つがある。
目標中心と弾着点とのずれ{\displaystyle Z_{j}}は、兵器目盛り上での縮尺係数{\displaystyle h} × 兵器の照準点と目標中心との誤差{\displaystyle x_{j}}と、射撃ごとのランダムな弾道誤差
{\displaystyle \xi _{j}}との和で表される。
{\displaystyle Z_{j}=hx_{j}+\xi _{j}}
以下では簡単のために遠近方向の1次元についてのみ考察を行う。

### 挟叉修正射撃
挟叉では外れた場合に遠い「遠弾」か近い「近弾」かのいずれかしか情報が得られないため、次弾弾着を早期に目標中心に近づけるための修正量には確実な正解が存在せず、確率に頼る推定によって修正が行われる。
{\displaystyle f(y_{j})={\frac {1}{\sqrt {s\pi \sigma }}}\exp(-{\frac {(y_{j}-y_{0}-hx_{j})^{2}}{2\sigma ^{2}}})}
遠弾であった場合、指示確率変数を{\displaystyle \zeta =1}、近弾であった場合を{\displaystyle \zeta =0}とすると、j発目の確率{\displaystyle p(\zeta _{j})}は次の式で表される。
{\displaystyle p(\zeta _{j}=1)=\int _{y_{o}}^{\infty }f(y_{j})dy_{j}}
{\displaystyle p(\zeta _{j}=0)=\int _{-\infty }^{y_{o}}f(y_{j})dy_{j}}
j発の射撃により、j個の 1 と 0 の羅列である弾着点の遠近情報が得られる確率{\displaystyle L(y_{o},\zeta )}は次の式で表される。
{\displaystyle L(y_{o},\zeta )={\boldsymbol {\Pi }}_{i}=1^{j}p(\zeta _{i})}
{\displaystyle L(y_{o},\zeta )}を最大にする{\displaystyle y_{o}}を{\displaystyle y_{oj}^{*}}とする。
{\displaystyle L(y_{oj}^{*})=arg.y_{o}\Pi _{i}=1^{j}p(\zeta _{i})}
J+1発目の{\displaystyle y_{j}}を上式の{\displaystyle y_{o}j^{*}}とするのが最尤法である。

### 偏差修正射撃
偏差修正射撃では、目標中心と弾着点とのずれの距離情報（ミス・ディスタンス）が得られるため、次弾の距離にはこの情報に基づいて修正を加える。
単純に考えれば、発射ごとのミス・ディスタンス全量を逆向きに前回の距離に修正を加えると良いように思える。つまり、j発目の外れた距離{\displaystyle z_{j}}に対して、j+1発目の射撃距離{\displaystyle x_{j+1}}は次の関係で表される。
{\displaystyle x_{j+1}-x_{j}=-z_{j}/h}
ただし、このような修正方法では兵器の照準に起因する誤差{\displaystyle hx_{j}}は 0 に向けて収束できるが、射撃ごとのランダムな弾道誤差{\displaystyle \xi _{j}}は前回の誤差をすべて含んでしまって収束出来ず、正しくない。
正しい偏差修正射撃とは、j+1発目の射撃距離はj発目のミス・ディスタンス量の1/jを前回の距離にたいして逆向きに修正するものである。これを次に式で示す。
{\displaystyle x_{j+1}-x_{j}=-{\frac {1}{jh}}z_{j}}
この場合のn+1発目のミス・ディスタンス量の期待値{\displaystyle hx_{n+1}}を次に示す。
{\displaystyle hx_{n+1}=-{\frac {1}{n}}\sum _{j=1}^{n}\xi _{j}}

## 近迫距離と負傷公算
射爆撃においては、着弾点に近ければ近いほど被害を受ける公算が高まる。射爆撃目標に味方地上部隊が近接している場合、これは特に重要な特性である。このことから、下記のように、近迫距離（味方地上部隊と着弾点の距離）と負傷公算の関係表が作成されている。
| 使用砲                | 負傷公算が10%となる近迫距離 [m] | 負傷公算が10%となる近迫距離 [m] | 負傷公算が10%となる近迫距離 [m] | 負傷公算が0.1%となる近迫距離 [m] | 負傷公算が0.1%となる近迫距離 [m] | 負傷公算が0.1%となる近迫距離 [m] |
| 使用砲                | 1/3射程                         | 2/3射程                         | 最大射程                        | 1/3射程                          | 2/3射程                          | 最大射程                         |
| --------------------- | ------------------------------- | ------------------------------- | ------------------------------- | -------------------------------- | -------------------------------- | -------------------------------- |
| M224 60mm 迫撃砲      | 60                              | 65                              | 65                              | 100                              | 150                              | 175                              |
| M252 81mm 迫撃砲      | 75                              | 80                              | 80                              | 165                              | 185                              | 230                              |
| M120/121 120mm 迫撃砲 | 100                             | 100                             | 100                             | 150                              | 300                              | 400                              |
| M102/M119 105mm榴弾砲 | 85                              | 85                              | 90                              | 175                              | 200                              | 275                              |
| M109/M198 155mm榴弾砲 | 100                             | 100                             | 125                             | 200                              | 280                              | 450                              |
| 155mmDPICM弾          | 150                             | 180                             | 200                             | 280                              | 300                              | 475                              |

出典 - GlobalSecurity.org. “FM 3-90.2 Appendix G, Fires Integration” (英語). 2011年8月16日閲覧。

## 損傷区分例
以下に損傷区分の例を示す。
- 戦車
  - M-kill：戦車の運動が制御不能で乗員による修復が不可能
  - F-kill：主要武器が制御不能で乗員による修復が不可能
  - K-kill：修理不可能な破壊
- 航空機
  - K-kill：瞬間的に制御不能となり通常は30秒以内に墜落するもの
  - A-kill：5分以内に墜落するもの
  - B-damage：直ちに任務を中断して不時着を要するもの
  - C-damage：任務の遂行能力が減退するもの
- 潜水艦
  - Overkill（撃沈）：瞬時沈没
  - Critical Damage（沈没）100%沈没
  - Moderate Damage（大破）50%沈没、100%浮上
  - Light Damage（中破）50%浮上、100%基地回航
  - Minor Damage（小破）50%基地回航
  - Negligible Damage（軽微）0%基地回航

## 注記
1. ↑  飯田耕司『戦闘の科学・軍事ORの理論』三恵社、199頁。
2. ↑  目標の被害程度は、命中とは別に目標損傷関数、または目標撃破関数で考慮される。
3. ↑  確率論での分散は、工学では図形の断面2次半径と呼ばれる。
4. ↑  簡単な条件付きの目標撃破確率Dj の例として、廃艦処分の護衛艦を撃破するには、要命中弾数は経験的に5インチ砲で12発、3インチ砲で30発というものがある。
5. ↑  大目標の致命的部位とは、戦闘艦の弾薬庫に1発でも命中すれば撃沈が可能となるような場合である。
6. ↑  英語で砲の左右はbearing、仰角はelevation、距離はrangeである。左右の射角のずれとその修正は英語ではdeflectionと呼び、日本で古くは「苗頭」（びょうとう）と呼ばれた。